# 990

سنة 990 كانت سنة بسيطة تبدأ يوم الأربعاء (سوف يظهر الرابط التقويم الكامل للعام) حسب التقويم اليولياني.

## أحداث
- بدء بناء مسجد الحاكم بأمر الله في القاهرة

## مواليد
- طغرل بك السلطان السلجوقي. (توفي 1063 م).

## وفيات
- الحسن بن أحمد المهلبي
- الساجاني